# Circuito del centro espositivo ExCeL
Il Circuito ExCeL Exhibition Centre è un circuito semi-urbano situato nel centro espositivo ExCeL e nei docklands di Londra per la Formula E, costruito per sostituire il Circuito cittadino di Battersea Park come sede principale del E-Prix di Londra. Originariamente il nuovo tracciato doveva debuttare nella stagione 2019-20 ma a causa della pandemia di COVID-19 la sede è stata utilizzata come ospedale temporaneo. Bisogna aspettare la stagione 2020-21 per le prime due gare sul nuovo circuito.

## Risultati
| Edizione | Vincitore       | Team vincitore               | Secondo           | Terzo         | Pole Potions      | Note  |
| -------- | --------------- | ---------------------------- | ----------------- | ------------- | ----------------- | ----- |
| 2021     | Jake Dennis     | BMW i Andretti Motorsport    | Nyck de Vries     | Alex Lynn     | Alex Lynn         | [ 2 ] |
| 2021     | Alex Lynn       | Mahindra Racing              | Nyck de Vries     | Mitch Evans   | Stoffel Vandoorne | [ 3 ] |
| 2022     | Jake Dennis     | Avalanche Andretti Formula E | Stoffel Vandoorne | Nick Cassidy  | Jake Dennis       | [ 4 ] |
| 2022     | Lucas Di Grassi | ROKiT Venturi Racing         | Jake Dennis       | Nyck de Vries | Jake Dennis       | [ 5 ] |